# ガラッパ

境港市水木しげるロードに設置されたガラッパのブロンズ像

ガラッパは、南九州に伝わる河童の一種。鹿児島県薩摩川内市の川内川に生息しているというのが全国的に有名。

## 概要
川辺に住み、頭に皿があり、春と秋に山と川を行き来するといわれている。
目に見えずに声や音だけが聞こえる正体不明の化け物とも言われている。特定の人にしか見えないともいう。
熊本県の八代・人吉球磨などの県南部では河童、山童のことを「ガラッパ」と呼ぶ。また鹿児島県本土全体でも河童をガラッパと呼ばれている。
八代市本町にはかっぱの渡来の碑が建てられている。仁徳天皇の時代には九千坊が率いたかっぱの集団が中国から上陸した説がある。また熊本県南の人吉球磨地方では「山ん太郎」「川ん太郎」と呼び分けられている。

### 外見
一般の河童より手足が長いのが特徴で、座ると膝が頭より高い位置にくる。全身に毛があり、後ろ足で立って歩く。皮膚の色は人間と同じ茶褐色である。

### 性格
悪戯が大好き。山中で驚いたり道に迷ったりするのはすべてガラッパの仕業とされる。
頭に水が入っている。相撲を取るときには一本背負いをしない。左右に引っ張ってはいけない。手が伸びる。頭を触られるのを嫌がる。人間を見ると無性に相撲を取りたくなる。
人間から理不尽な攻撃を受けた場合は必ず仕返しをしたと伝えられている。山でガラッパの悪口を言うと必ず仕返しされ、特に悪口を言った者が靴を履かずに裸足だった際には、その悪口は数kmまで離れたガラッパの耳にも届くという。
悪戯好きの反面、恩義を忘れない性格とされる。熊本県では、川で悪さをしたガラッパをある者が懲らしめ、もう悪さはしないよう言い聞かせた上で許して逃がしてあげたところ、その川では水難が起きなくなったという。
また、かつてガランデンドンというガラッパの神が、鹿児島の神社でガラッパたちを集めて悪事を働かないよう説得し、戒めの文字を石に刻み、その石がある限りガラッパは悪さができないとされている。
人間の仕事を手伝う話も多い。熊本には薬売りに膏薬の作り方を教えた話や、魚採りを手伝ってくれる話がある。特に魚については、ガラッパと友達になることで面白いように魚が沢山取れるという。また鹿児島の薩摩川内市では、田植えを手伝った話が残されている。

### 声
「ヒョーヒョー」「キーキー」「ヒューヒュー」「ホイホイ」と鳴くとされる。実際にはこの声の主は小鳥のトラツグミとされるが、一説によればガラッパの神秘性を保つため、敢えてこのことは公にされていないという。他に大正時代に鹿児島で、夜来て倒木や矢を射る音をさせたり、フンフンフンと鳴いたという話もある。

### 嗜好
一般の河童に増して女好きであり、鹿児島の伊佐郡などでは、ガラッパが人間の色気に惑わされて川に落ちたという、「河童の川流れ」ならぬ「ガラッパの川流れ」の伝承がある。
同じく鹿児島の熊毛郡屋久島町では、ガラッパに犯されて妊娠した女の話が伝わっており、その女は胎内のガラッパに肝を食べられたため、やがて死んでしまったという。産まれた子は焼き殺されそうとしていたところ、どこかへ消えたという。

### 趣味
種子島には、ガラッパに相撲を挑まれた子供の逸話がある。その子供はガラッパを投げ飛ばしたものの、次から次へとガラッパが現れ、何度投げ飛ばしてもきりがない。遂に相撲に負けた子供は、妙な色を口に塗られて家に帰り、長い間目を覚まさなかったという。
薩摩川内市の五代町では、何日もガラッパの相撲につきあっていた者が、やがて病気になって死んでしまったとも伝えられている。

### 民話
「月の美しい日には多くのガワッパが出てきて彦一は15匹のガワッパを仕留めた。その後彦一はそれらのガワッパを『でっかいやつが釣れた』と魚とだまかして殿様に差し上げた。」という逸話がある。このような彦一とガワッパとの逸話は数多く残っている。

### 関連する建物
ガワッパ神社‐
旧田浦町（現芦北町）の樋ノ口水源にある樋ノ口神社。別名「ガワッパ神社」とも呼ばれている。

### 弱点
仏飯（仏壇に供えるご飯）が弱点。熊本では、仏飯を口にしたガラッパが力を失ってしまったという伝承がある。また伊佐郡や薩摩川内市では、仏飯を食べた人間や動物に対しては、ガラッパは恐れて近寄らないと言われている。
光り物の金属類も大の弱点のひとつで、ガラッパの難を避けるにはこれを身に付けると良いとされる。
その他、伊佐郡では人間の歯を恐れているとも言われている。また、鹿児島の大島郡では網が嫌いとされ、網をかぶることでガラッパの難を逃れた者の話が伝わっている。

## その他
大島郡の瀬戸内町では、善行を行なわなかった人間が海で死ぬと、その霊魂がガラッパになると伝えられている。
川内市（現在の薩摩川内市川内地域）では、赤ちゃんの歯が生え始める際に下より上の方が先に生えると、川でガラッパに引きずり込まれるとされ、赤ちゃんの名前を改名すると共に、人形を作って川に流すという。
奄美大島やトカラ列島などの南の島々に住むとされる。